# Diocèse de Huacho
Le diocèse de Huacho (en latin : Dioecesis Huachensis ; en espagnol : Diócesis de Huacho) est un diocèse de l'Église catholique du Pérou suffragant de l'archidiocèse de Lima. 

## Territoire

Diocèse de Huacho

Il comprend six provinces de la région de Lima : Barranca, Cajatambo, Canta, Huaral, Huaura et Oyón. Les autres provinces de la région de Lima sont gérées par le diocèse de Chosica et la prélature territoriale de Yauyos.
Son territoire est d'une superficie de 14 992 km2 divisé en 60 paroisses. Le siège épiscopal est à Huacho où se trouve la cathédrale Saint-Barthélémy.

## Histoire
Le diocèse est érigé le 15 mai 1958 par la constitution apostolique Egregia quidem du pape Pie XII en prenant sur les territoires de l'archidiocèse de Lima et du diocèse de Huaraz.

## Évêques
- Nemesio Rivera Meza (15 mai 1958 - 28 janvier 1960) nommé évêque de Cajamarca
- Pablo Ramírez Taboado, SS.CC. (28 janvier 1960 - 19 décembre 1966)
- Lorenzo León Alvarado, O. de M. (3 août 1967 - 22 avril 2003)
- Antonio Santarsiero Rosa, O.S.I. depuis le 4 février 2004